# Alexandre Ferreira (lutador)
Alexandre "Cacareco" Ferreira (Rio de Janeiro, 1979) é um lutador brasileiro de Luta livre esportiva e MMA.